# La quimera del oro
La quimera del oro (The Gold Rush) es una película de comedia muda estadounidense de 1925 escrita, dirigida, producida y protagonizada por Charles Chaplin. Es considerada como una de sus obras más célebres, y él mismo declaró varias veces que era la película por la que más quería ser recordado.
En 1942 fue reestrenada en versión sonora, con un nuevo acompañamiento musical y narración en off del propio Chaplin. Esta versión tuvo dos candidaturas a los Premios Óscar: al mejor sonido y a la mejor música.

## Argumento
Charlot está en el Klondike, atraído por la fiebre del oro. Se desata una tormenta, se ve obligado a buscar refugio y encuentra una casa aislada en las montañas, habitada por un homicida fugado, Black Larsen, que trata de echar al vagabundo, pero un vendaval se lo impide y además trae otro huésped: el gigante Mac Kay. Tras una pelea en que queda inutilizado el rifle del fugitivo, los dos huéspedes logran quedarse.
Pronto los afecta el hambre, deciden que uno salga a buscar comida, y por tocarle el número más bajo entre unos naipes sacados al azar, Larsen es el elegido. Al ser encontrado por unos policías, los mata, les roba el trineo y abandona a Mac Kay y a Charlot a su suerte. Acuciados por el hambre, el vagabundo prepara de comer uno de sus zapatos y Mac Kay cree ver en su compañero una gallina y trata de comérselo. Será un oso, cazado por fortuna al entrar en la cabaña, lo que les salve la vida.
Al finalizar la tormenta, cada uno sigue su camino. 
Mac Kay se dirige a una mina de oro que vio, pero Larsen ya había encontrado su concesión y por tal motivo, este lo golpea haciendo que pierda la memoria. Mientras Larsen prosigue su camino, un gran trozo de hielo sobre el que él estaba caminando se desquebraja, y él cae al vacío y muere. 
El vagabundo va al pueblo y, atraído por las luces, entra en el cabaret y ahí conoce a la bella Georgia, quien decide bailar con él, sólo para darle celos a Jack Cameron, el donjuán del cabaret, que la desdeña. Entre los dos hombres se desata una pelea, un reloj le cae en la cabeza a Jack Cameron y Charlot, que no lo ha visto, se cree justo vencedor. 
Charlot se finge muerto para despertar la solidaridad del ingeniero Hank, que lo revive, le da de comer y después le encarga el cuidado de la casa mientras él va en busca de oro. 
Georgia y sus amigas juegan en la nieve, resultando Chaplin víctima de las bolas de nieve por accidente; las mujeres entran en la casa y, para divertirse, le prometen ir a cenar con él en Año Nuevo.
Charlot prepara la cena con mucho esmero, pero Georgia, que se divierte en el cabaret, olvida la cita. El vagabundo espera en vano, se duerme y sueña que está junto a Georgia, y la entretiene con su danza de los panecillos. Pero es un sueño, y se dirige al cabaret a ver a Georgia, que acaba de recordar la cita, va a la cabaña y la encuentra vacía, se siente triste por el vagabundo y reniega de Jack, que sigue tan prepotente como siempre.
Georgia manifiesta su interés por el vagabundo y este enloquece de felicidad, pero Mac Kay, que lo busca para recordar la ubicación de su mina, se lo lleva arrastrando. Logran encontrar la cabaña, pero en la noche el viento la lleva hasta un acantilado, donde la casa apenas se mantiene en equilibrio. Logran salir vivos, y ven que en el preciso lugar donde estaban hay una mina de oro.
El vagabundo vuelve a su país en barco y hecho rico; lo tiene todo... menos a Georgia. Los periodistas piden retratarlo vestido de buscador de oro. Se cae dentro de un rollo de cuerda, lo confunden con un polizón y lo quieren expulsar del barco, pero Georgia, que también regresa a su país, trata de impedirlo pagándole el pasaje. Los demás pasajeros arreglan la situación. El vagabundo y Georgia se dan cuenta de que se aman. El fotógrafo insiste en tomar una instantánea, pero los enamorados se dan un beso y la echan a perder, pero a Charlot ya no le importa eso.

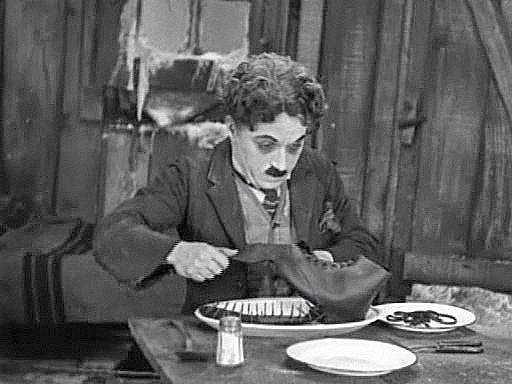
Chaplin en un fotograma de la película.

## Reparto
- Charles Chaplin: Charlot, el vagabundo.
- Mack Swain: Big Jim McKay.
- Tom Murray:[5] Black Larsen.
- Malcolm Waite: Jack Cameron.[12]
- Georgia Hale: Georgia.
- Henry Bergman: Hank Curtis.

## Reconocimientos
La película es reconocida por el American Film Institute en estas listas:
- 1998: AFI's 100 años... 100 películas – #74[13]
- 2000: AFI's 100 años... 100 sonrisas – #25[14]
- 2007: AFI's 100 años... 100 películas (edición 10.º aniversario) – #58[15]

En 1992, la película fue considerada «cultural, histórica y estéticamente significativa» por la Biblioteca del Congreso de Estados Unidos y seleccionada para su preservación en el National Film Registry.

## Problema delcopyright
Se considera que en 1953, la cinta original de 1925 pudo entrar en la lista de películas en el dominio público, al menos en los Estados Unidos. El motivo es que los propietarios del copyright no lo renovaron según establecían las leyes estadounidenses.
Con esa justificación, se han distribuido varios ejemplares. Pero la familia de Chaplin ha bloqueado las ediciones fuera de los Estados Unidos argumentando que según la ley estadounidense URAA/GATT, las películas de ese país también tienen protección de copyright en la jurisdicción británica si pertenecen a un ciudadano británico, que es el caso, dado que Chaplin, titular original del copyright, retuvo la nacionalidad británica durante cuatro décadas.